# Ökenkanin
Ökenkanin (Sylvilagus audubonii) är en däggdjursart som först beskrevs av Baird 1858.  Sylvilagus audubonii ingår i släktet bomullssvanskaniner, och familjen harar och kaniner. IUCN kategoriserar arten globalt som livskraftig.

## Utseende
Arten blir 37 till 40 cm lång, inklusive en 4 till 6 cm lång svans och den väger 756 till 1250 g. Honor är allmänt lite större än hannar. Ökenkaninen har 8,1 till 9,4 cm långa bakfötter och 7,0 till 7,5 cm långa öron. På ovansidan förekommer grå päls och undersidan är täckt av vit päls. Samma färguppdelning finns på svansen. Djurets öron slutar i en spets och morrhåren har en svart färg. Fötterna är inte lika bra täckt med päls som hos andra bomullssvanskaniner.

## Utbredning och habitat
Denna bomullssvanskanin förekommer i centrala och västra Nordamerika. Utbredningsområdet sträcker sig från Montana och North Dakota till centrala Mexiko. I bergstrakter når arten 1800 meter över havet eller lite till. Arten vistas inte bara i öknar utan även i öppna skogar och på gräsmarker som prärien.

## Ekologi
Individerna är främst aktiva mellan skymningen och gryningen. De äter gräs eller andra växtdelar. Honor föder 2 till 4 ungar per kull. Den genomsnittliga livslängden är med 19 månader ganska kort.
Ökenkaninen har simförmåga och den kan klättra i trädens och buskarnas låga delar. Klättringsförmågan delas inom släktet bara med buskkaninen. Liksom hos andra bomullssvanskaninen riktas svansens undersida upp vid fara vad som är en signal till artfränder. Arten väntar ibland orörlig på samma position men när faran är akut söker kaninen skydd vid närmaste buske. Honor kan ibland bilda mindre grupper med upp till tre medlemmar och hannar lever främst ensam.
Före ungarnas födelse skapar honan en fördjupning i marken som fodras med gräs, andra torra växtdelar och med hår. Dräktigheten varar ungefär 28 dagar. Ungarna är vid födelsen cirka 9 cm lång, blinda och täckta med kort päls. De öppnar sina ögon efter cirka 10 dagar och börjar utforska området närmast boet. Könsmognaden uppnås efter ungefär 80 dagar.
Ökenkaninen jagas av alla medelstora och stora rovdjur som förekommer i samma region och den faller offer för ugglor, falkfåglar samt ormar.

## Fler bilder

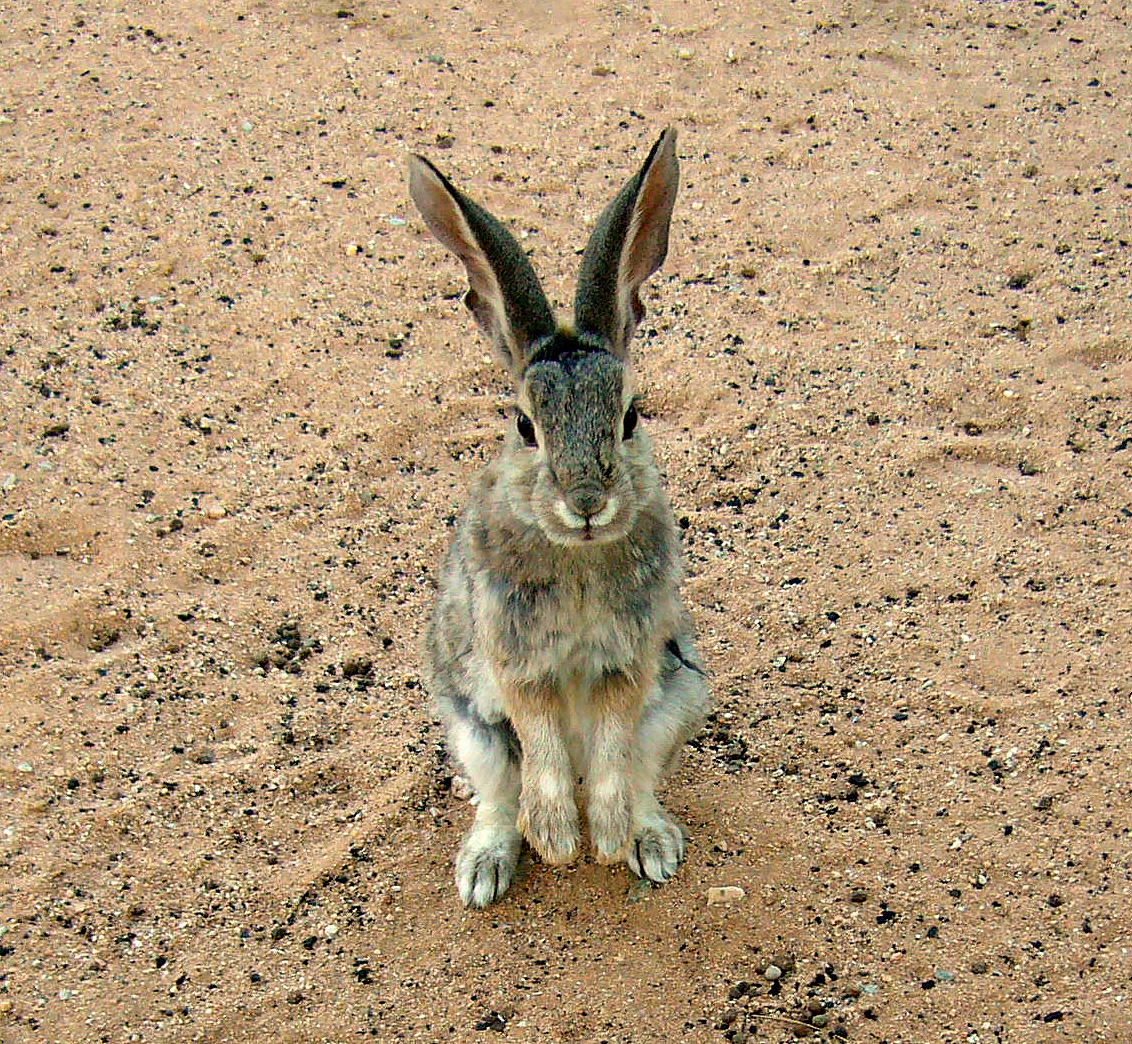
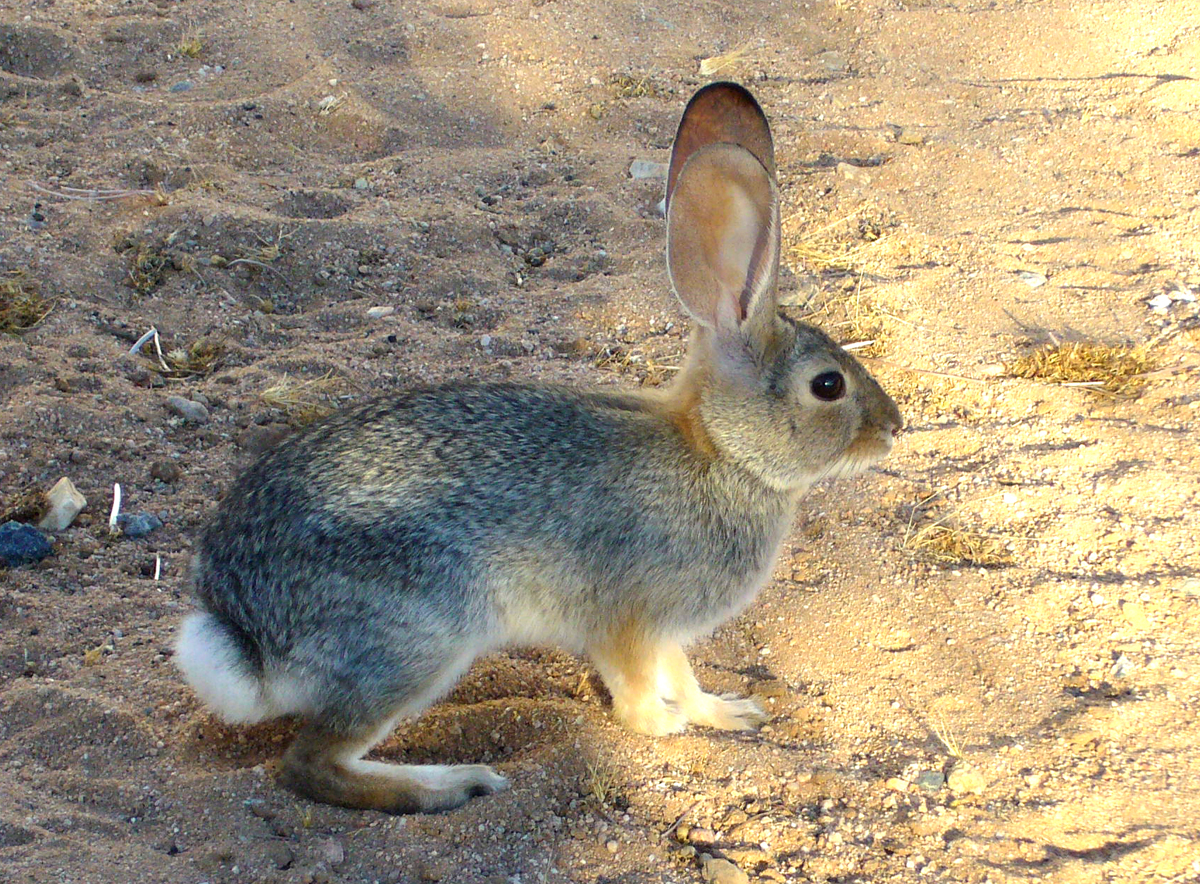
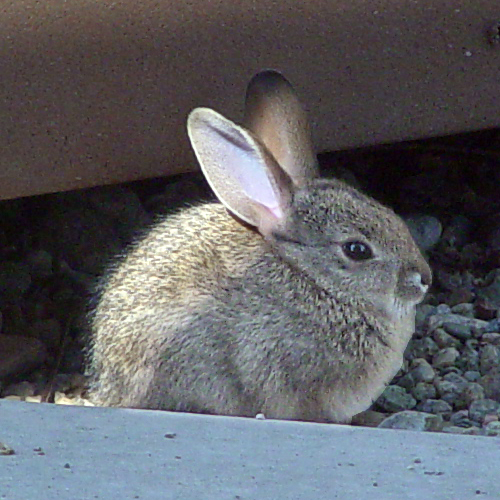
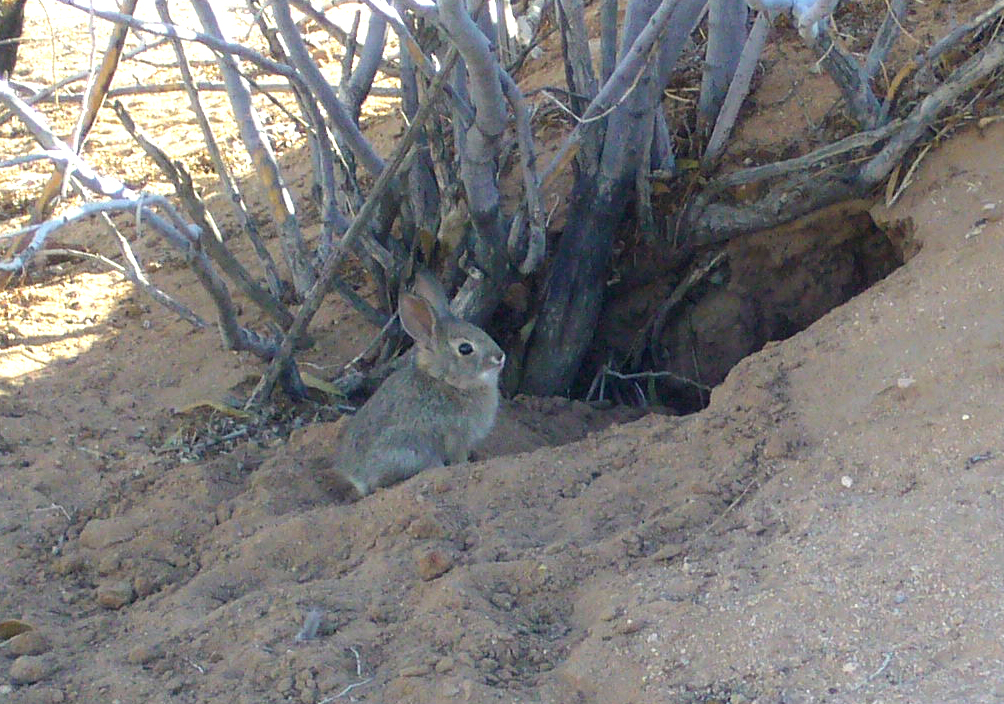
En sex veckor gammal Bomullssvanskanin
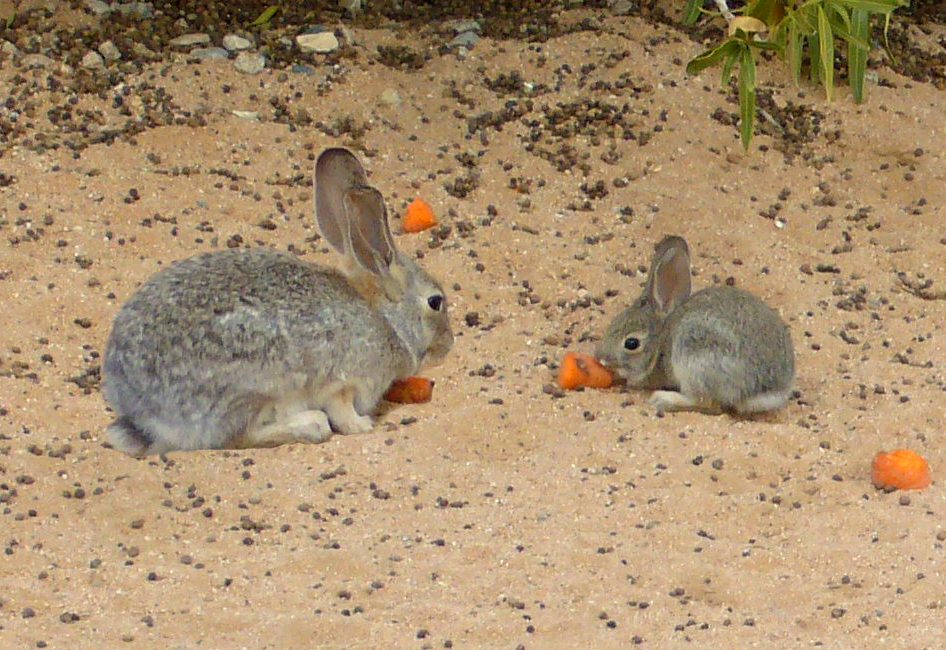

## Underarter
Arten delas in i följande underarter:
- S. a. audubonii
- S. a. arizonae
- S. a. baileyi
- S. a. confinis
- S. a. goldmani
- S. a. minor
- S. a. warreni